# Дариялы
Дариялы — такыровидная плоская равнина в древнем русле нижней Сырдарии, в Кызылординской области. Протяжённость с северо-запада на юго-восток 230 км, ширина 50 км. Поверхность сложена супесчаными глинами. Почвы — солонцы и солончаки. Произрастают биюргун, нанофитон ежовый, полынь. На юго-восточном песчаном массиве и в сухих руслах — гребенщик, жузгун, саксаул.